# Sochinsogonia circulorum
Sochinsogonia circulorum är en insektsart som beskrevs av Young 1986. Sochinsogonia circulorum ingår i släktet Sochinsogonia och familjen dvärgstritar. Inga underarter finns listade i Catalogue of Life.